# Craig Rowland
Pour les articles homonymes, voir Rowland.
Craig Rowland, né le 30 juin 1971, est un joueur professionnel de squash représentant l'Australie. Il atteint en novembre 1996 la 7e place mondiale sur le circuit international, son meilleur classement. 

## Palmarès

### Titres
- Open de Pittsburgh : 1996
- Heliopolis Open : 1995

### Finales
- Tournament of Champions : 1996